# We Are Superhuman
We Are Superhuman – czwarty koreański minialbum NCT 127 – podgrupy południowokoreańskiego boysbandu NCT z siedzibą w Seulu (piąty łącznie). Ukazał się 24 maja 2019 roku, był dystrybuowany przez KT Music w Korei Południowej. Płytę promował singel „Superhuman”. W powstaniu albumu uczestniczyło dziewięciu członków – WinWin nie mógł uczestniczyć w comebacku, ponieważ przygotowywał się do debiutu z WayV.
Piosenka „Highway to Heaven” wraz z teledyskiem została wydana przedpremierowo 14 maja 2019 roku.

## Lista utworów
| CD | CD                                                              | CD | CD | CD                                                                                   | CD      |
| Nr | Tytuł utworu                                                    | Tekst | Kompozycja | Aranżacja                                                                            | Długość |
| -- | --------------------------------------------------------------- | --- | --- | ------------------------------------------------------------------------------------ | ------- |
| 1. | „Highway to Heaven”                                             | danke (lalala Studio), Min Yeon-jae (lalala Studio), Jeon Ji-eun (January 8th) (lalala Studio), Hwang Seon-jeong (January 8th) (lalala Studio), Kim Jeong-mi (January 8th) (lalala Studio), Cho Min-young (lalala Studio) | Michael Foster (Social House), Charles Anderson (Social House), Sean Machum, Gaelen Whittemore, Wilbart "Vedo" McCoy III, Richard Garcia (Audity) | Social House, Sean Machum, Gaelen Whittemore, Richard Garcia (Audity), Yoo Young-jin | 3:20    |
| 2. | „Superhuman”                                                    | Park Seong-hee, Lee Seu-ran, JQ (Makeumine Works), Amelie (Makeumine Works), Rick Bridges | Adrian McKinnon, TAK, 1 Take | TAK, Yoo Young-jin                                                                   | 3:57    |
| 3. | „Ah Kkamjjak-iya (FOOL)” (kor. 아 깜짝이야 (FOOL))              | Rick Bridges | Rykeyz, Britten Newbill, Wes Period, Lucky Daye                                                                                                   | Rykeyz                                                                               | 2:41    |
| 4. | „Sicha (Jet Lag)” (kor. 시차 (Jet Lag))                         | JQ (Makeumine Works), Kim Hye-jeong (Makeumine Works), Mark | Michael Foster (Social House), Charles Anderson (Social House), Gaelen Whittemore, Sean Machum, Wilbart "Vedo" McCoy III                          | Social House, Gaelen Whittemore, Sean Machum                                         | 3:15    |
| 5. | „Jong-ibihaenggi (Paper Plane)” (kor. 종이비행기 (Paper Plane)) | Oh Min-ju | Léon Paul Palmen, Jihad "Rock A Tune" Rahmouni (SoundG8), Roël Donk (SoundG8)                                                                     | Léon Paul Palmen, SoundG8                                                            | 3:44    |
| 6. | „OUTRO: WE ARE 127”                                             | | TAK | TAK                                                                                  | 1:27    |

## Notowania
| Lista                                 | Pozycja |
| ------------------------------------- | ------- |
| ARIA Digital Albums Chart (Australia) | 15      |
| Billboard Canadian Albums (Kanada)    | 64      |
| Oricon Album Chart                    | 6       |
| Scottish Albums Chart (OCC)           | 77      |
| Gaon Album Chart                      | 1       |
| Five Music (Tajwan)                   | 2       |
| UK Physical Albums (OCC)              | 71      |
| Top 100 Albums (PROMUSICAE)           | 77      |
| Billboard 200                         | 11      |
| Billboard World Albums                | 1       |

## Nagrody w programach muzycznych
| Program                   | Data            | Źródło |
| ------------------------- | --------------- | ------ |
| Music Bank (KBS2)         | 7 czerwca 2019  | [ 15 ] |
| Show Champion (MBC Music) | 12 czerwca 2019 | [ 16 ] |

## Sprzedaż
| Kraj                    | Sprzedaż                        | Certyfikat |
| ----------------------- | ------------------------------- | ---------- |
| Korea Południowa (Gaon) | 307 465 (stan na grudzień 2020) | Platynowy  |
| Japonia (Oricon)        | 9065+                           |            |
| USA (Billboard)         | 25 000                          |            |